# 紅土市政府
紅土市政府（英語：Redland City）是澳大利亞昆士蘭州成立於2008年3月15日的一個地方政府，座落於州府布斯本之東，市轄境有537平方公里，素以港灣、沙灘和高級住宅區為特色。根據2008年的人口調查，居民有136,944人。

## 議會
紅土市議會有議席10座；市長為直選。

## 外部連結
- 紅土市政府 （页面存档备份，存于）